# Gouy-en-Ternois
Gouy-en-Ternois település Franciaországban, Pas-de-Calais megyében. Lakosainak száma 128 fő (2022. január 1.). Gouy-en-Ternois Averdoingt, Magnicourt-sur-Canche, Maizières, Monts-en-Ternois és Ternas községekkel határos.

## Népesség
A település népességének változása:
| Lakosok száma | 157  | 141  | 138  | 133  | 133  | 132  | 132  | 131  | 128  |
|               | 2013 | 2015 | 2016 | 2017 | 2018 | 2019 | 2020 | 2021 | 2022 |